# Robert Jacquinot
Ne doit pas être confondu avec le père jésuite Robert Jacquinot de Besange
Robert Jacquinot, né le 31 décembre 1893 à Aubervilliers et mort le 17 juin 1980 à Bobigny, est un coureur cycliste français. Professionnel de 1919 à 1927, il a remporté quatre étapes du Tour de France, en 1922 et 1923.

## Biographie

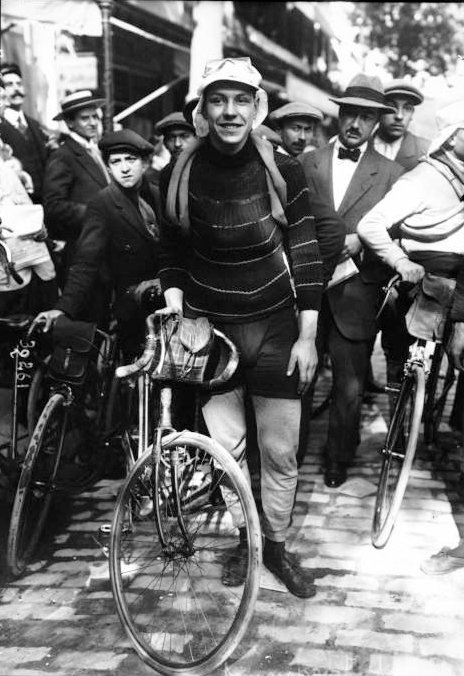
Robert Jacquinot avant le départ du Paris-Bordeaux en 1913.

Mobilisé pendant la Première Guerre mondiale au 128e régiment d'infanterie, il est intoxiqué par gaz le 19 novembre 1917 à Verdun.
Robert Jacquinot remporte la première étape du Tour de France 1922 entre Paris et Le Havre après 15 heures 11 minutes et 48 secondes sur le vélo, résistant mieux à la tempête que ses concurrents et lâchant Eugène Christophe, son plus proche poursuivant qui termine avec neuf minutes de retard, sur une crevaison de ce dernier. Ce succès lui permet d'enfiler le maillot jaune et d'empocher une prime de mille francs. Battu au sprint de la deuxième étape par Romain Bellenger, Jacquinot conserve son maillot jaune et augmente son avance sur Christophe d'une minute. Il remporte une deuxième victoire deux jours plus tard en étant le plus rapide au sprint à Brest après 405 km disputés à une allure moyenne d'un peu plus de 23 km/h. Lors de la quatrième étape, sur la route vers Les Sables-d'Olonne, Robert Jacquinot crève à plusieurs reprises et se retrouve longtemps tout seul ; perdant plus d'une heure sur les meneurs, il perd sa première place au classement général.

## Distinctions
- Croix de guerre 1914-1918
- Médaille militaire (décret du 17 juillet 1934)[5]

## Palmarès
- 1911
  - 3e de Paris-Montereau
- 1912
  - Paris-Saint-Valéry-en-Caux[6]
  - 3e de Paris-Vernon
- 1913[6]
  - Paris-Caen
  - Nice-Toulon
  - Paris-Orléans
  - Paris-Chartres
  - Paris-Wimereux
  - Circuit de Groslay
  - 2e du championnat du Midi
- 1914
  - Paris-Nancy[7]
- 1920
  - 2e de Paris-Nancy
- 1921
  - Paris-Soissons
  - 2e du Circuit Aisne-Oise
  - 2e du Circuit de Paris
  - 2e du Circuit des villes d'eaux d'Auvergne
- 1922
  - 1re et 3e étapes du Tour de France
  - Circuit de Champagne
  - 3e de Paris-Tours
- 1923
  - Paris-Saint-Étienne
  - 1re et 5e étapes du Tour de France
  - 9e de Paris-Tours
- 1924
  - 2e de Paris-Angers
  - 3e de Bordeaux-Marseille
  - 8e de Paris-Roubaix

## Résultats sur le Tour de France
7 participations 
- 1919 : abandon (2e étape)
- 1920 : abandon (6e étape)
- 1921 : abandon (3e étape)
- 1922 : abandon (6e étape), vainqueur des 1re et 3e étapes ,  porteur du maillot jaune pendant 3 jours
- 1923 : 25e, vainqueur des 1re et 5e étapes,  porteur du maillot jaune pendant 1 jour
- 1924 : abandon (7e étape)
- 1925 : abandon (9e étape)